# ポール・カフーン
ポール・カフーン（Paul Cahoon、1977年2月15日 - ）は、イギリスの男性総合格闘家。イングランド・マンチェスター出身。ゴールデン・グローリーUK所属。元Cage Rage英国ライトヘビー級王者。

## 来歴
フリースタイルレスリングで英国王者となり、ボクシングでも3戦3勝3KOの実績を持つ。
2001年12月21日、初参戦となったリングスで金原弘光と対戦し、1-2の判定負け。
2002年2月15日、M-1 MFCでイブラヒム・マゴメドフと対戦し、パンチ連打でKO負け。
2007年7月14日、Cage Rage初参戦となったCage Rage 22の英国ライトヘビー級王座決定戦でマーク・エプスタインと対戦し、3-0の判定勝ちを収め王座獲得に成功した。
2008年5月10日、Cage Rage 26の英国ライトヘビー級タイトルマッチでイアン・フリーマンと対戦し、0-3の判定負けを喫し王座から陥落した。
2008年9月28日、戦極初参戦となった戦極 〜第五陣〜のミドル級（-83kg）グランプリシリーズ1回戦で中村和裕と対戦し、0-3の判定負け。
2024年初め、ドバイで麻薬関連の罪で逮捕され、7月11日にイギリスへ引き渡された。

## 戦績
| 総合格闘技 戦績 | 総合格闘技 戦績 | 総合格闘技 戦績 | 総合格闘技 戦績 | 総合格闘技 戦績 | 総合格闘技 戦績 | 総合格闘技 戦績 |
| --------------- | --------------- | --------------- | --------------- | --------------- | --------------- | --------------- |
| 22 試合         | (T)KO           | 一本            | 判定            | その他          | 引き分け        | 無効試合        |
| 10 勝           | 4               | 4               | 2               | 0               | 0               | 0               |
| 12 敗           | 5               | 1               | 6               | 0               | 0               | 0               |

| 勝敗 | 対戦相手                   | 試合結果                        | 大会名                                                               | 開催年月日     |
| ×    | 中村和裕                   | 5分3R終了 判定0-3               | 戦極 〜第五陣〜 【ミドル級グランプリシリーズ2008 1回戦】             | 2008年9月28日  |
| ×    | イアン・フリーマン         | 5分3R終了 判定0-3               | Cage Rage 26: Extreme 【Cage Rage英国ライトヘビー級タイトルマッチ】  | 2008年5月10日  |
| ○    | エルヴィス・シノシック     | 1R 0:21 TKO（パンチ連打）       | Cage Rage 24: Feel the Pain                                          | 2007年12月1日  |
| ○    | アダム・レスリー           | 1R 4:56 ギブアップ              | No Limits Fighting                                                   | 2007年8月11日  |
| ○    | マーク・エプスタイン       | 5分3R終了 判定3-0               | Cage Rage 22: Hard as Hell 【Cage Rage英国ライトヘビー級王座決定戦】 | 2007年7月14日  |
| ○    | ニコラス・シリキナス       | 1R 3:46 ヒールホールド          | Cage Gladiators 3                                                    | 2006年12月3日  |
| ○    | トマス・ヴァレンティン     | 5分3R終了 判定3-0               | Cage Fighting Championships 5: Cage Carnage                          | 2005年9月4日   |
| ×    | メルヴィン・マヌーフ       | 1R TKO（パンチ連打）            | Cage Fighting Championships 4: Cage Carnage                          | 2005年7月3日   |
| ○    | デイブ・ファデル           | 1R KO                           | Cage Fighting Championships 3: Cage Carnage                          | 2005年3月6日   |
| ○    | サミール・ブレクバ         | 腕ひしぎ十字固め                | Cage Fighting Championships 2: Cage Carnage                          | 2004年11月14日 |
| ×    | アマール・スロエフ         | 1R 1:03 膝十字固め              | 2H2H 5: Simply the Best 5                                            | 2002年10月13日 |
| ×    | メルヴィン・マヌーフ       | 2R 2:07 TKO （タオル投入）      | Rings Holland: Saved by the Bell                                     | 2002年6月2日   |
| ○    | ヨープ・カステル           | ギブアップ（疲労）              | 2H2H 4: Simply the Best 4                                            | 2002年3月17日  |
| ×    | イブラヒム・マゴメドフ     | 1R 6:13 KO（パンチ連打）        | M-1 MFC: European Championship 2002                                  | 2002年2月15日  |
| ×    | 金原弘光                   | 5分3R終了 判定1-2               | リングス WORLD TITLE SERIES                                          | 2001年12月21日 |
| ×    | ロドニー・ファベイラス     | 3R 1:53 TKO（ドクターストップ） | Rings Holland: Some Like It Hard                                     | 2001年12月2日  |
| ×    | アマール・スロエフ         | 5分3R終了 ポイント0-2           | 2H2H 3: Hotter Than Hot 【準決勝】                                   | 2001年10月7日  |
| ○    | ピート・ファン・ギャメレン | 1R 1:24 KO（パンチ）            | 2H2H 3: Hotter Than Hot 【1回戦】                                    | 2001年10月7日  |
| ○    | ヨープ・カステル           | 2R 4:00 KO（パンチ）            | Rings Holland: No Guts, No Glory                                     | 2001年6月10日  |
| ×    | ジョン・ウィアー           | TKO（カット）                   | Ultimate Fight Night                                                 | 2000年12月9日  |
| ×    | クリス・ワッツ             | 2R終了 判定                     | Night of the Samurai 3                                               | 1999年3月7日   |
| ×    | リー・マクギネス           | 5分2R終了 判定                  | Night of the Samurai 2                                               | 1998年10月11日 |

## 獲得タイトル
- 第3代Cage Rage英国ライトヘビー級王座（2007年）